# Carrie Meek
Carrie Pittman Meek (Tallahassee, 29 de abril de 1926-Miami, 28 de noviembre de 2021) fue una política estadounidense que perteneció al partido demócrata del estado de Florida, reconocida por ser la primera mujer afroamericana en ser elegida en el Senado de la Florida. Estuvo en la Cámara de Representantes de los Estados Unidos de 1993 a 2003, representando al decimoséptimo distrito congresional de Florida.

## Carrera

### Primeros años y carrera en Florida
Cuando la representante estatal Gwen Cherry, la primera mujer afroamericana legisladora de la Florida, murió en un accidente automovilístico en 1979, Meek decidió presentarse a las elecciones especiales para sucederla. Fue elegida para la Cámara de la Florida como demócrata, ejerciendo hasta 1982. Como representante estatal, presentó un proyecto de ley que criminalizaba el acoso físico. En 1982, Meek se postuló para un nuevo escaño en el senado estatal con sede en el norte del condado de Dade y se convirtió en la primera mujer afroamericana elegida para el Senado de la Florida. Sus esfuerzos en el cargo condujeron a la construcción de miles de viviendas de alquiler asequibles.

### Cámara de Representantes
En 1992, un plan de redistribución de distritos ordenado por el congreso trazó tres distritos con una población afroamericana considerable, diseñados para elegir a los candidatos negros de preferencia para cumplir con la Ley Federal de Derecho al Voto. Meek se postuló para uno de esos escaños, el decimoséptimo distrito, que tenía su sede en el norte del condado de Dade. Junto con Corrine Brown y Alcee Hastings, Meek se convirtió en el primer miembro de color del Congreso de Florida desde la Reconstrucción.
Al asumir el cargo, se enfrentó a la tarea de ayudar a su distrito a recuperarse de la devastación del huracán Andrew. Sus esfuerzos ayudaron a proporcionar 100 millones de dólares en asistencia federal para reconstruir el condado de Dade. Además, mientras permaneció en la Cámara de Representantes, centró con éxito su atención en cuestiones como el desarrollo económico, la atención sanitaria, la educación y la vivienda. Se convirtió además en una firme defensora de los inmigrantes haitianos y de las personas mayores.
Concluyó su estancia en la Cámara de Representantes en 2003 y fue sucedida por su hijo, Kendrick Meek.

## Vida personal
Meek estuvo casada en dos oportunidades. Sus esposos fueron Lucius Davis y Harold Meek. Tuvo tres hijos, dos mujeres y un varón, Kendrick, quien también se dedica a la política. Carrie falleció en su hogar en Miami el 28 de noviembre de 2021, a los noventa y cinco años.